# 鄭麗君
鄭 麗君（てい れいくん、チェン リーチュン、1969年〈民国58年〉6月19日 - ）は、中華民国（台湾）台北市出身の女性政治家（民主進歩党）。行政院青年輔導委員会（現・教育部青年発展署）主任委員や立法委員、行政院文化部長（文化相に相当）を務めたのち、頼清徳政権下で行政院副院長を務めている。祖籍は苗栗県苑裡鎮。

## 学生時代
台北市立第一女子高級中学で教育を受けたのち、国立台湾大学哲学系（哲学部に相当）に進学、1992年に卒業した。
旺盛な反骨精神で知られ、女子高時代はクラスを巻き込んで1・2年生が参加を義務付けられていた国慶活動のボイコットを企図したり、台大時代の1990年に三月学運に参加するほか、1991年には万年国会の解散を求めて同級生らと台大前でハンガー・ストライキを7日間行っている。
台湾大学時代に布袋戯のサークル「台大掌中劇団」を創設、1988年から1989年まで社長（サークル長）を務めた。台大在学中には政治系サークル「大陸社」にも掛け持ちで参加し、林佳龍（その後台中市長、交通部長）や鄭文燦（その後桃園市長）と知り合う。また、大学時代はマルクス主義とジョン・ロールズの『正義論』に傾倒しており、『共産党宣言』は愛読書だと答えたこともある。
台湾大学の卒業後はフランスに留学、フランス国立社会科学高等研究院「フランス制度経済学」および「歴史・文明」碩士（修士に相当）を修得したのち、1997年にパリ・ナンテール大学（現・パリ第10大学）政治・経済・社会哲学碩士を修得した。フランス留学時には在仏の台大卒業生のグループ「留法台湾同学会」を設立し会長となる。また、チベット独立運動にも参加し、1996年中華民国総統選挙で威嚇行動を行った中国に抗議の意を示すべく、在フランス中国大使館に侵入し「台湾は中国の一部ではない」と書かれたバナーを掲げて現行犯逮捕された。
2001年から2003年は東呉大学政治系（政治学部）兼任講師。

## 政治キャリア
2001年から2004年に財団法人台湾智庫（民進党系シンクタンク）弁公室主任。
2004年5月20日、34歳で行政院青年輔導委員会（教育部青年発展署の前身）主任委員として游錫堃内閣閣僚に入閣。これは第1期陳水扁政権（游錫堃内閣）での最年少閣僚だった。女性閣僚としては大陸委員会主任だった蔡英文と入れ替わる形となった。就任時にメディアから抱負を問われても「謝謝」と答えるのみだった。
2010年直轄市長選挙で新北市長候補者だった蔡英文陣営の発言人（スポークスパーソン）を務めた。 2012年中華民国総統選挙でも蔡英文陣営で文化政策草案作成を担当し、4年後に総統となった英文の下で文化部長に抜擢されることとなった。しかし文化界との関わりはさほど大きくなく、「理念型」議員が行政閣僚として理想と現実の間にどう折り合いをつけていくかが注目されていた。「過去に議員として政策執行面を考慮せず（過度に）理想主義者だったことは否定しない。しかし入閣後は政界と業界の調整を試みる」と意気込んだ。その後2012年2月1日から2016年5月19日まで立法委員を2期務めた。
2016年5月20日、文化部部長（文化相に相当）に就任し、林全内閣での最年少閣僚となった。その後行政院長が頼清徳、蘇貞昌と変遷し、内閣改造を経ても留任している。2019年末における蘇貞昌内閣13閣僚についての民調（世論調査）では施政満足度が交通部長の林佳龍に次ぐ2位だった。
政界でも移行期正義（轉型正義）の実現を掲げる蔡英文政権の閣僚として白色テロの真相解明や人権教育の強化に取り組んだ。
2016年に立法委員として政界入りしたブラックメタルミュージシャンのフレディ・リム（林昶佐）とはコンテンツ産業界の当事者と関係閣僚というだけでなく、共に一児の親であること、フレディが地元万華区選出であることなどから、議員室で政策談義を交わすうちに互いの人権政策や文化振興、言語教育や子育て論の考え方などで共感し、鄭がフレディの街頭選挙活動で応援に駆け付ける間柄となった。

### 政策・主張

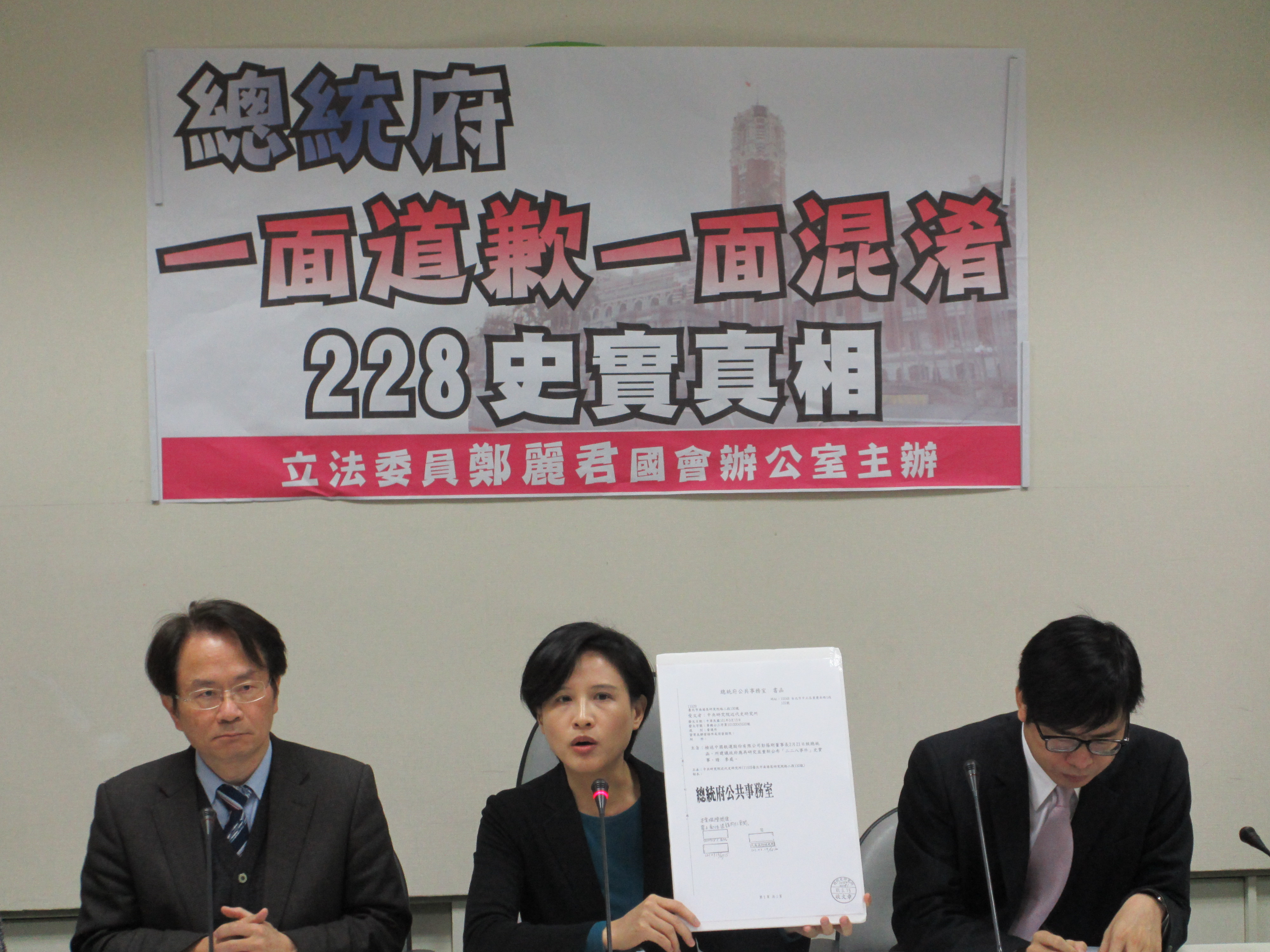
228事件の真相解明を迫る鄭（2013年）

2008年中華民国総統選挙では謝長廷陣営青年部主任として選挙運動に関わり、21日間かけて台湾最南端の鵝鑾鼻から台北に向けて徒歩で縦断。道中の人とハイタッチを交わして市井の声に耳を傾ける「逆風行脚」を実行した。選挙結果を覆すことはできなかったが、行脚によって新たな感触を得ることになった。『逆風行脚では無数の人たちとハイタッチをしてきた。農民の荒れた手や労働者の傷だらけの手の感触を通して彼らの人生の苦労を感じ取った。それなのに8年の民進党政権が彼らを失望させた』と嗚咽ながらに（記者に）吐露した。「逆風行脚は麗君の（政治家としての）成人式そのものだった。政治とは学校と社交サロンでの発想や弁論だけではなく、土地と人が生み出すものだと思い知った。」と哲学者の理想性から導かれる机上の想像力だけでは政治はできないと述べた。「土地とそこにいる人の記憶こそが文化のルーツであり、もっともふさわしい文化素材でもある。私たちはその土地に宿る知恵（文化、歴史）を思い出し、現代生活との関係を維持できるように保存していく必要がある。文化資産は破壊されるべきではなく一棟の建築物として保存されるべき。」。このような気づきがその後の立法委員や文化部長での職務にも影響を及ぼすようになった。
文化部長として白色テロを記憶に留めるための国家人権博物館や、慰安婦の記録を展示する阿嬤の家 平和と女性人権館の開館に携わりそれらを人権教育の拠点とすることの意気込みを述べている。また、ホラーゲーム「返校」の映画化に際し政府支持を表明するなど、「文化の民主化」に熱心。台湾の固有コンテンツ育成および歴史的文脈をもつ文化資産の積極保護と活用を訴えている。任期内では2020年より図書館での貸し出し頻度に応じて著作権者に収入を分配する公共貸与権を試験導入、台湾が東アジア初の同権実現国となった。（後段の#文化部部長節も参照）
脱原発支持
原発稼働を撤回せず脱原発が遅れていた馬英九政権を批判していた。

### 立法委員

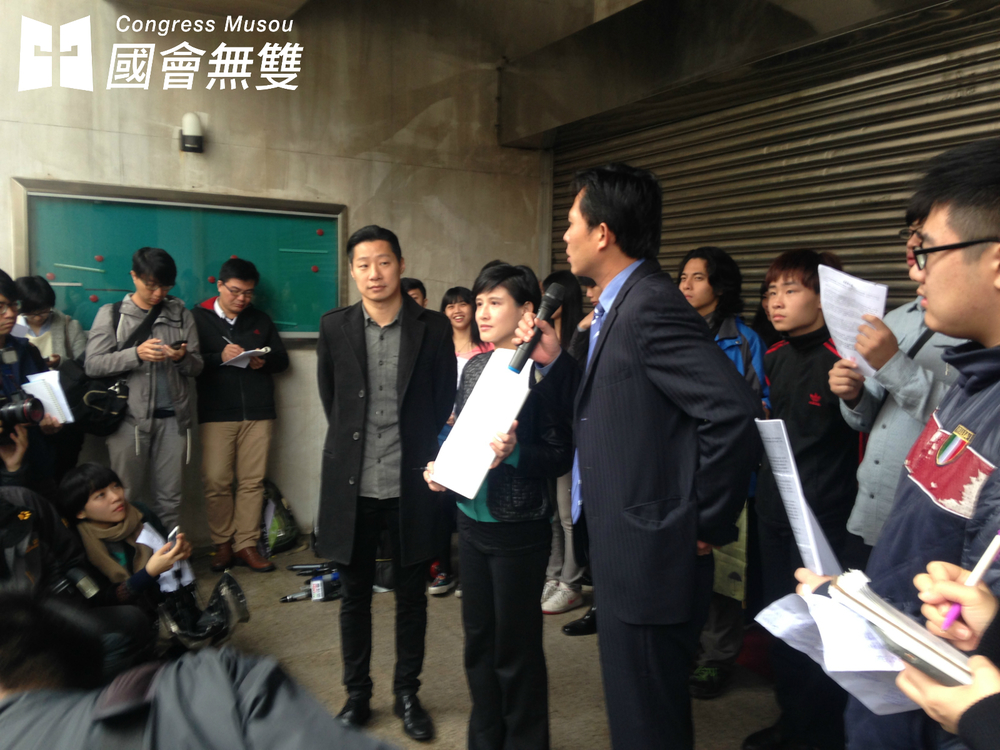
教科書改訂問題で時代力量の黄国昌や林昶佐とも共闘（2016年1月28日）

立法委員就任後最初に提出したのは戒厳令解除直後に制定されていた集会遊行法を集会・結社の自由を保障するための改正案で、国民党が多数派だった第9期立法院内で地道に賛同者を募り、民進党が多数派となった第10期にようやく『集会遊行保障法』への改名および改正が立法院で三読審議を通過した。

#### 歴史教科書改訂への抗議
2012年に中華民国教育部が高等中学（高等学校）向け歴史教科書を改訂し、その内容について抗議する運動（zh:反高中課綱微調運動）が起きると、立法院で教育・文化委員会に属する鄭も馬英九政権を批判した。施行後も4年越しで修正案を提出し続け、「教科書は特定の党の業績を宣伝するものではない」と訴えた。

#### 学生運動擁護
2012年12月、教育部が気候の寒冷化を理由に、「『反媒体壟断運動』（国内メディアに中国資本が入り論調が中国寄りに変貌することへの警戒を訴える運動）に参加した学生の健康状態に注意を払っている」と声明を出したが、鄭は「学生らが天候に関係なく公儀を追及しているのであって声明は的外れであり、健康を理由に調査を行うのなら容易に白色テロの再現となりかねない」と当時の教育部長蔣偉寧に対し謝罪を要求した。
鄭が学生に委員会出席を要請し質疑答弁を試みたことに対し、立法院内で学生を放任し文化部長を痛罵させたのは国会と官僚への冒涜ではないかと批判を浴びると、鄭は「学生の行為は単に社会の声を表明させるための質疑（備詢）であって尋問（質詢）ではない。学生も公民であり、成人の権力で干渉すべきではない」とした。中国国民党立法委員洪秀柱は「このような暴挙は道徳の崩壊であり、鄭が立法院教育委員会でそのような行為をすることは委員会の規則に反している。」と批判した。

#### 第四原子力発電所

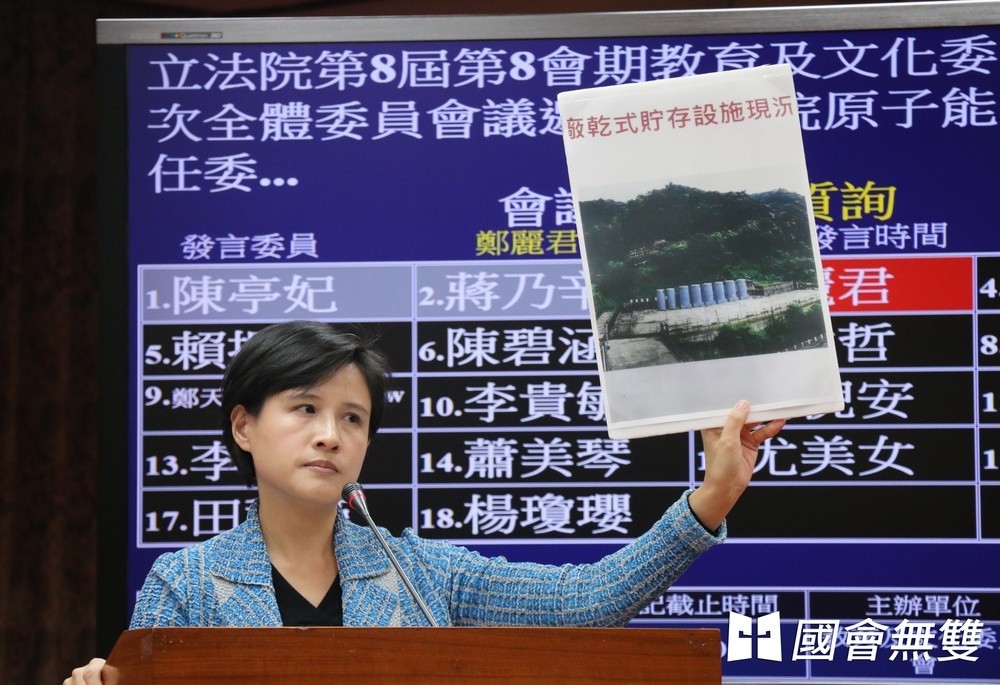
行政院原子能委員会に対する質疑（2015年）

2013年2月25日、鄭は「核四（台湾第四原子力発電所）建設を中止しても電力不足にはならない」と記者会見で述べ、「需要予測を過大評価、発電能力を過小評価し誤った需給計画を立てれば市民が電力不足に陥る」と台湾電力に直訴し社会の議論を呼んだ。

#### 九月政争
2013年9月、海峡両岸サービス貿易協定を巡って馬英九と王金平の政治闘争（いわゆる九月政争）が勃発。鄭は「総統の立法府侵害に対しては国会の自主性強化と尊厳守護、独裁への抵抗で応じるべき」とし、「ルクセンブルクの首相ジャン＝クロード・ユンケルが盗聴疑惑で辞意表明したのに、総統と検察総長はなぜ辞任しないのか」と質疑で指摘したうえで立法院が調査委員会を設立し、責任を追及すべきと主張した。

### 文化部部長
2016年5月、蔡英文政権発足に伴い林全内閣で文化部長就任。就任時には自身の長年の夢に近づけると喜びと抱負を表現している。
2019年1月、2018年中華民国統一地方選挙での民進党大敗を受けた行政院長頼清徳の引責辞任に伴い、鄭は任期中に文化部の執政に一定の目途が立ったとして自身も辞任する意思だったが、鄭の辞任は政府の文化政策に困難をきたすとして映画業界関係者などから延べ1,513名の署名が集まったことや、その後行政院長の後任となった蘇貞昌による数度の説得で留任を決意。再任時には文壇各界の支持への感謝表明とともに「（政策は）『文化を治める』のではなく「文化で治める』ことが文化部の使命だ」と述べている。

#### 文化部の予算凍結解除と拡大
2016年7月4日、自身が立法委員時代に訴えて編成されていた予算が部長就任後の新年度会計で凍結されていたことについて、「自分の予算を自分で凍結するのか」と詰め寄り、立法院教育文化委員会で凍結解除の支持を訴えた。
2018年8月には文化部の公的予算が拡大されて初めて200億を突破、202.83億NT$となった。中央政府の年度予算総額に占める割合も初めて1%を超えた。鄭は「過去の予算はインフラなどのいわゆるハコモノ事業が多かったが、新年度は運営コストや法的義務のある支出が124.48億NT$で、前年度比15.9%増加の過去最高となった。運営予算は今後ソフト面への予算投下が可能となり、文化部の核心事業をさらに良くし、文化が（人々に）根ざすことが叶う」と喜びを表明した。

#### 全省庁の文化部化
2017年9月27日、文化の推進が文化部単独ではなく中央省庁および地方政府が一体となって遂行されるべきと、公的機関全体での関与（「部部是文化部」）を訴えた。

#### 文化資産保存法改正
2016年7月12日、立法院で文化資産保存法（文資法）改正案が三読審議を通過し、カテゴリー拡大や罰則強化を実現する、1982年の制定以来最も大幅な変更が加えられた。
2017年9月3日の「全国文化会議」では「文資法では37項目の子法が公布され、『史上最高』となった。それらによって住民参加の機会増加、審議の専門化と透明化、経済性追求への歯止め、暫定古蹟の時効制度実現が図られ、史料編纂やデータベース構築、価値評価、研究など後押しするものとなった」として、同時に1年以内の「文化資産全国会議」招集を表明した。2018年には延べ4か月、12ヶ所でフォーラムを開催した。2018年9月12日、私有古蹟や私有文化資産の保存に関して容積バンク（容積移転促進のための第三者機関）を設立することや、自燃（文化資産指定での制約回避のために火災で焼失したことにする）や強制撤去への対策として政府予算での鑑定、買い付けも排除しないと述べ、「部外者はいない（沒有人是局外人）」と官民一体で取り組む姿勢も表明した。

#### コンテンツ振興

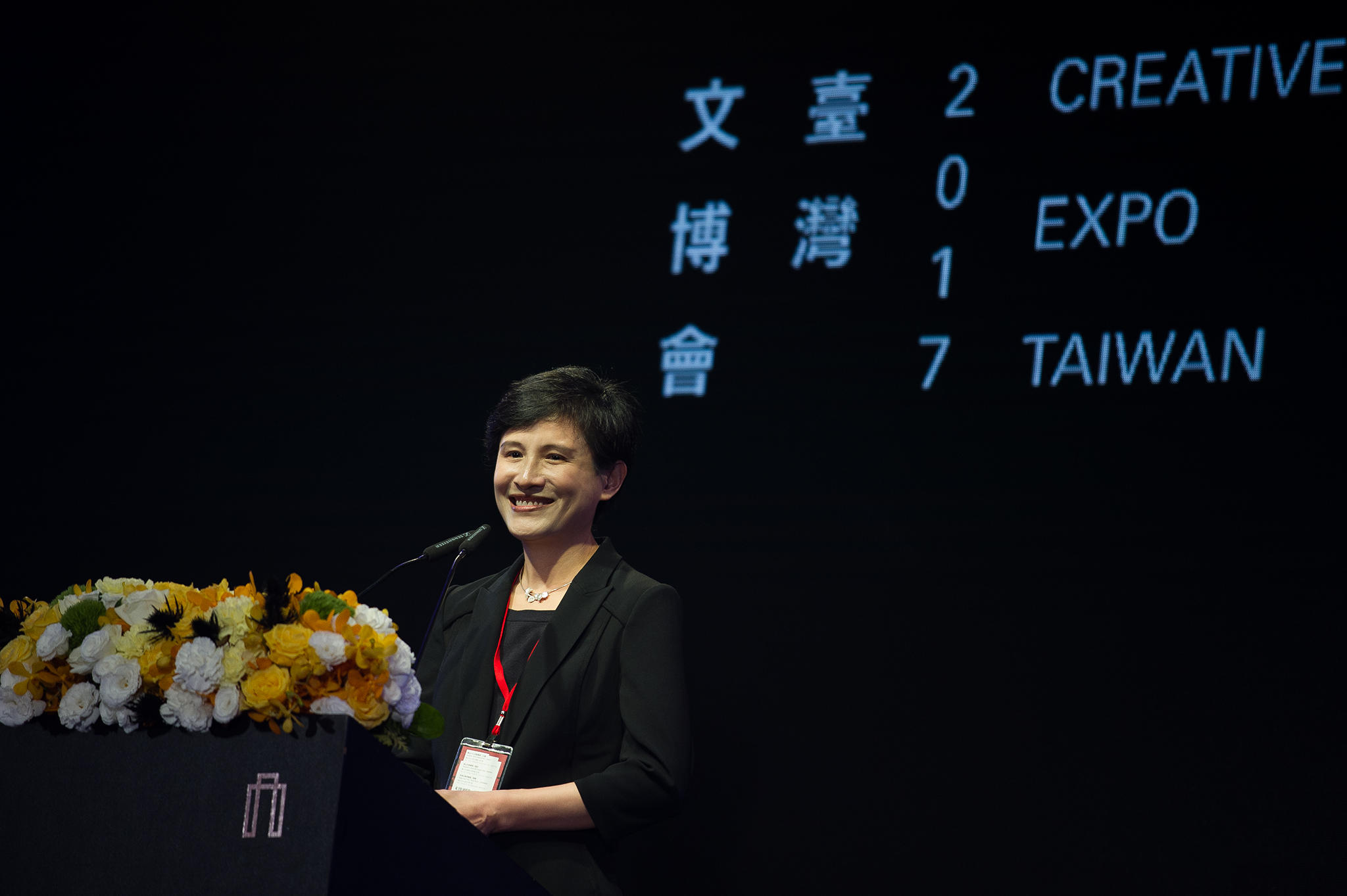
国際文化創意産業博覧会で祝辞を述べる鄭（2017年）

2018年4月7日、ACG（アニメ、漫画、ゲーム）、音楽、映画などの文化産業の苦境に対し、文化部として韓国のコンテンツ振興院に類似した国家機関「文化内容策進院（文策院）」を設立し、行政院国家発展基金（国発基）を通じた資金配分により60億NT$の予算を編成、民間資金も併せて文化産業を活性化させる方針を打ち出す。鄭は2年ないし3年で産業形態の再編も促し、組織化、法案、予算、流通などの仕組みを構築するとした。同月末、文化部は「文化内容投資計画」を始動。国発基からの100億に加えて政権の公共インフラ投資プランである前瞻基礎建設計画による4年41.8億NT$の予算を獲得し、民間資金と共同でコンテンツ産業7分野への投資を可能とした。
2018年12月25日、「文化内容策進院設置条例」を立法院の三読審議通過にこぎ着け、2019年上半期を目標とする文策院発足と以後のコンテンツ振興に弾みをつけた。その後、文策院の董事長に台湾最大のインターネット掲示板「批踢踢（PTT）」創設者として知られる人工知能学者の杜奕瑾を据えた
2019年12月、「BL（ボーイズ・ラブ）作品を発表しても当局に捕まることはない。」と発言するなど、ACGやサブカルチャーにも理解を示した。

#### 台北機廠の活用

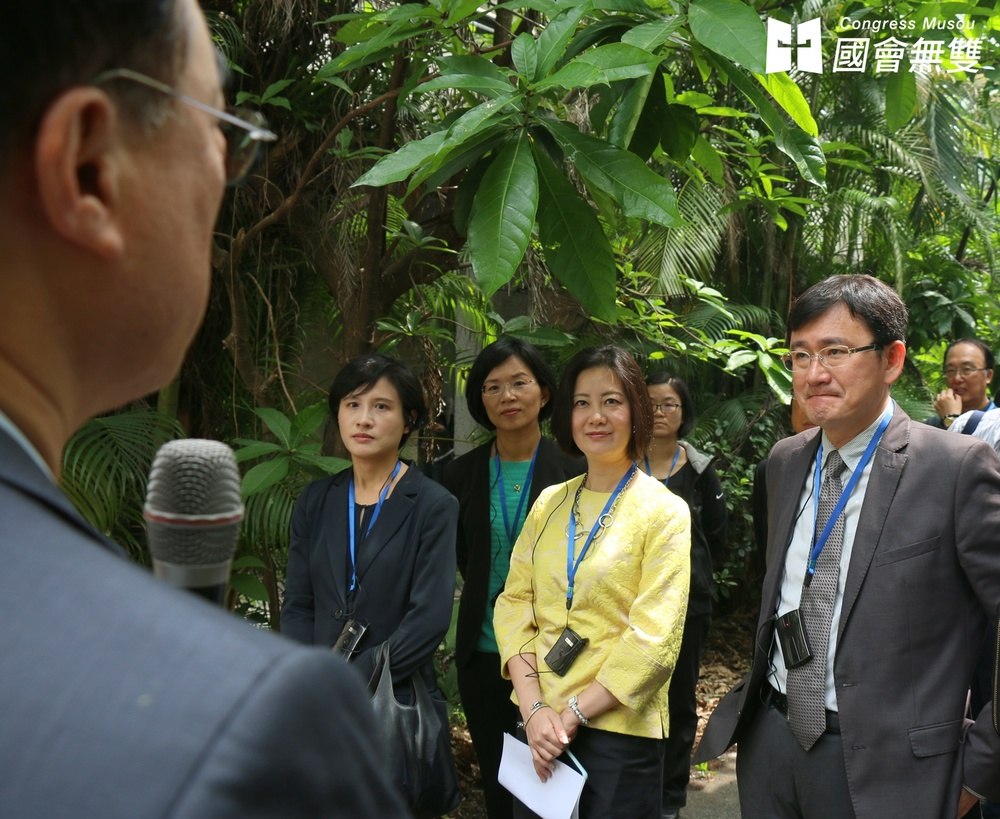
台北機廠を視察する立法委員時代の鄭（2016年）

台湾鉄路管理局（台鉄）の台北機廠については立法委員時代から全域保存と国定古蹟昇格への動きに関与、昇格後の鉄道博物館構想を推進。2015年に国定古蹟昇格が決まり、活用法についての質疑応答では、行政院が文化部に対し額面地価が約30億元に過ぎない台北機廠の用地を400億元強で買い取るよう要求していたことに対し、「開発利益480億元を見込んでいた台鉄の代弁者なのか」と詰め寄り、さらに「馬英九政権は2008年の発足時に政府総額の4%を文化予算に割り当てると言っていたが、2期目の末期になっても文化部への割当が0.5%、他省庁の関連分を合わせても1.5%にも満たない」と批判した。文化部内で台北機廠の博物館化を主導する国家鉄道博物館準備処（2019年設立）のトップ（主任）には、国内の鉄道研究や郷土史研究で第一人者だった国立台湾師範大学の地理学者洪致文を据えた。
また、かつてタイ王国向けに輸出した車掌車や、日本の寝台電車国鉄583系電車の館内展示に尽力した。

#### 去蔣化
移行期正義の一環で関連商品の販売を取りやめるなど中正紀念堂の象徴としての蔣介石要素を排する「去蔣化（脱蔣介石化）」を主導し、2017年以降は社会対立を避けるとして毎年2月28日を休館日とした。去蔣化反対派の女性タレント鄭恵中に平手打ちを喰らう騒動も起きたが、鄭は「去蔣化」ではなく「再民主化」として撤回する意思はないと表明した。

#### 公共メディア統合
国営メディアの中央通訊社と、台湾国際放送を運営する中央広播電台を公共電視文化事業基金会へ統合する構想を推進している。

#### 退任
2020年1月の国政選挙勝利後から蔡英文政権2期目での続投を辞退しており、2022年の台北市長選出馬も噂されていたが、第一子が就学を控えているため育児に専念したいと語り、そういった噂を否定した。

#### 民調（世論調査）
閣僚に対する各種満足度調査では以下のようになっていた。
- 2016年（遠見雑誌（中国語版）による蔡英文政府100日目）：中央銀行総裁の彭淮南（中国語版）の86.1%に次ぐ72.1%[70]
- 2019年5月（民間シンクタンク「新台湾国策智庫」）：認知度9.6%（12部長中3位）、満足度43.4%（同3位）、部の政策に対する満足度9.6%（同2位）[71]
- 2020年5月（同）：認知度16.3%（15部会長中4位）、満足度51.3%（同4位）、部の政策に対する満足度4.4%（同4位）[72]

## 評価
文化部長の前任者洪孟啓（無党籍の法学者、歴史学者）は後任が麗君だと知ると「立法院での質疑では思考明晰で質疑もしっかりしていて、言動は理にかなっているし、視野も広く、部に対して良い政策提案が多かった。文化部との相互信頼を醸成できれば多くの理想が実現できるだろう」と評し、「最善の人事」とも述べた。
多くの文化事業を手がける中国時報グループの文化班記者は、麗君の文化部長就任に際して、「前身の行政院文化建設委員会（文建会）時代を含めて文化人出身ではない閣僚というのは彼女が初めてではないが、彼女は文化行政に多大な関心を払ってきた。立法院の教育文化委員会では台中の鉄道芸術村事業の入札参加企業4社が住所や電話番号まで一致し、不正入札ではないかと文化部文化資産局を追及していた。」と質問の鋭さを評価していた一方、業界の悲願である部の予算増額については、予算折衝時に必要な外交部や内政部、教育部などの他省庁との交渉および連携面で麗君の手腕に期待を寄せている。」とむしろ政界キャリアに期待しての高評価だった。麗君が業界関係者出身でないことについても、「文化部という大きな組織では仕事量が多く、実際に部長が隅々まで目を配ることはないだろうから、彼女が劇場やコンサートに足を運ぶ頻度は多い必要はない。彼女が古蹟の保存や運営には多大な関心を寄せていることは知っている。彼女が青年層に文化を堪能することを呼び掛けたり、文化行政は公共性の訴求が必須なことを認めていること、業界人との対話と交流を深めることなどがいずれ文化部の武器を掌握することになる」とポジティブな評価をしていた。
柯文哲（無所属）を支持した前回と異なり、2018年中華民国統一地方選挙では台北市長に民進党の独自候補擁立が確実となったが、知識層に対する台北人の元々の好感度の高さに加え、史上初の女性台北市長という大義名分などにより、そういった経歴と条件を満たす麗君も俎上に上っていた。それらの属性に加えて立法委員および閣僚としての政策理念、実行力を買われての評価だった。比例区当選2回という選挙戦での実績の物足りなさが弱点として挙げられるなどで結局は実現していない。
同じ三月学運（野百合学生運動）出身の林佳龍は麗君に政界入りを勧めていた。2020年に麗君が文化部長退任を決意すると、2019年に交通部長として入閣した林は「理想性と行動力を持ち合わせていることや、これまでの彼女の台湾に対する愛もみてきた。（どう役割を果たせば）彼女が実に大きな影響力を発揮するか、そこを期待し、支持している」と政界および閣僚での実績を称えた。林が台中市長在任中の2016年に正式開業した台中国家歌劇院は、立法委員時代の林と党内複数の議員が共同提出した市立歌劇院の国営化を目指す「国家表演藝術中心設置条例」が運営時の法的根拠となっているが、条文作成時に芸術総監制導入を提案するなど協力していたのも麗君だった。
「彼女の最大の成果は政府予算の1%超かつ200億の壁を両方とも突破させたこと。これほどまでに部の予算を拡大させたことは本当に容易ではなかっただろう」というのが業界内の党派を問わず一致するところとなった。文化人たちは「今彼女が離任すれば進行中の事業も先行きがどうなるかわからない」と2019年1月に麗君の辞職を阻止すべく留任嘆願書の署名をかき集めた。
2019年12月、業界誌『藝術家』は、公私立美術館や評論家、業界従事者や芸術教育関係者がネット投票で選出する「2019年十大藝文ニュース」の「十大視覚芸術」部門で「麗君の部長留任」が首位になったことを発表した。
2020年4月、翌月での部長退任が公になると、麗君の任期内での実績を以って、「誰が後任となっても部長職の指標として麗君が立ちはだかり、彼女との比較が避けられない」という意味で次期部長職の多難さは「麗君障礙/障害」と言われるようになった。
修正「文化資産保存法」（2016年7月）、「国家人権博物館組織法」（2017年11月）、台湾語や原住民語、手話を公共放送でのチャンネル開設などを通じて公用語並みに扱う「国家言語発展法」（2018年12月）、「文化創意産業発展法」および「文化内容策進院設置条例」（2018年12月）、運営母体の財団法人を行政法人に転換させる「国家電影及視聴文化中心設置条例」（2019年12月）などの多くの重要法案を部長職の1期4年の任期内で立法院での可決に漕ぎつけたことは『相当に難しいこと（台湾視覚芸術協会(AVAT)理事長）』、出版不況に喘ぐ業界からも『独立系書店に対する営業税の免除や公共貸与権の制定など業界のために力を尽くしてくれた（時報出版董事長）』と感謝を表明するなど、就任前の評価を一変させた。ネット上でも「史上最棒的文化部長（史上最高の文化部長）」と退任を惜しむコメントが相次いだ。

## 家庭
2010年に、実業家の沈学栄と結婚、45歳時の2014年7月に第一子を出産。
2014年の監察院による立法委員資産調査では夫婦合わせた総資産が9億ニュー台湾ドル（NT$）を超えており、2016年10月に公表された新政権の閣僚に対する初回の資産報告でも文化部長の鄭が最多だった。
台北で哲学カフェ「慕哲咖啡館（Cafe Philo）」を運営している。

## エピソード
2015年、蕭美琴（1971年生、当時当選3回）、邱議瑩（1971年生、当時当選3回）と麗君（当選1回）を合わせた40代前半の民進党女性議員トリオは女性3人組アイドルユニットになぞらえて「立法院のS.H.E」と呼ばれていた。

## 選挙記録
| 年度 | 選挙              | 選挙区                 | 所属政党   | 得票数    | 得票率 | 当選 | 注釈 |
| ---- | ----------------- | ---------------------- | ---------- | --------- | ------ | ---- | ---- |
| 2012 | 第8回立法委員選挙 | 不分区および海外華僑枠 | 民主進歩党 | 4,556,424 | 34.62% |      |      |
| 2016 | 第9回立法委員選挙 | 不分区および海外華僑枠 | 民主進歩党 | 5,370,953 | 44.06% |      |      |

## 著作

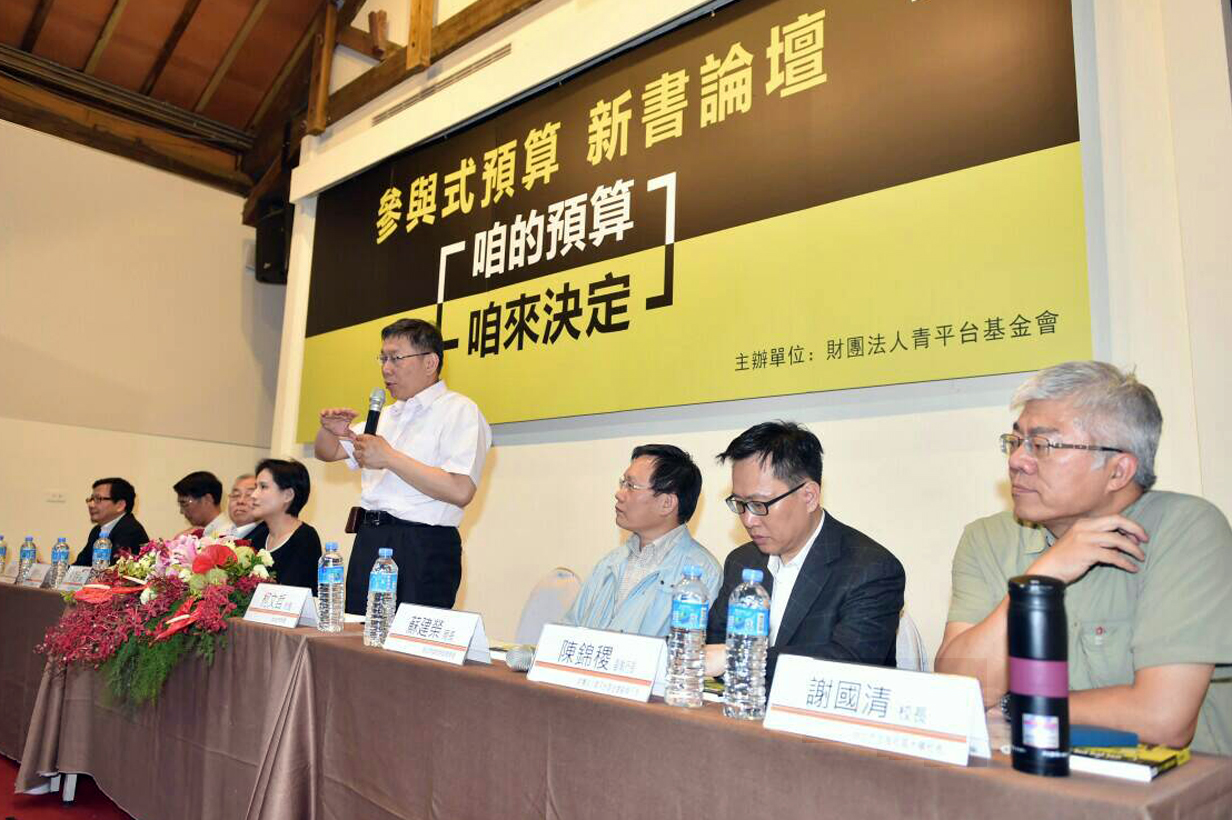
「參與式預算」新書発表会に台北市長柯文哲とともに参列（2015年）

- 2015年 - 「民主觀察2013」、発行：財團法人青平台基金會、 ISBN 9789868976511
- 2015年 - 「參與式預算：咱的預算 咱來決定」、発行：財團法人青平台基金會、 ISBN 9789868976528
- 2015年 - 「青年勞動新藍圖」、発行：財團法人青平台基金會、 ISBN 9789868976535
- 2015年 - 「台灣代議民主之困境與出路」、発行：允晨文化 、 ISBN 9789868976542
- 2016年 - 「民主觀察：2014回顧」、発行：允晨文化、 ISBN 9789868976559

### 訳書
- 2022年 - 「小王子」（原題：Le Petit Prince、邦題：星の王子様の繁体中文版[注 2]）、著者：アントワーヌ・ド・サン＝テグジュペリ、発行：聯経出版、EAN 4711132389425・4711132389432

### 註釈
1. ↑  このフレーズは2016年に総統の蔡英文が台湾原住民に対して述べた謝罪を受け入れず抗議活動を続けたパナイ・クスイ（中国語版）（Panai Kusui）や[45][46]、2017年の金曲奨でステージに立った張震嶽らアミ族のミュージシャンが使っていた標語で[47]、2017年夏にGoogleで急上昇した検索ワードでもある[48]。
2. ↑  中文版は既に発行されていたが、再訳版となる[96]。